# Hedwig Schmidl
Hedwig Schmidl (* 25. Oktober 1889 in Wien; † 1965, Gloucestershire City, England) war eine Wiener Bildhauerin, Keramikkünstlerin, Grafikerin und Zeichenlehrerin.

## Leben
Hedwig Schmidl war die Tochter von Arnold Heinrich Schmidl und Cathinka Schmidl, geb. Kadisch. Arnold Heinrich Schmidl war Gesellschafter der Fa. Schmidl & Co, Praterstraße 45. Sie hatte zwei Geschwister, Dr. Gertrud Schmidl und Dr. Wolfgang Anton Schmidl.
1913 trat sie aus der Israelitischen Kultusgemeinde aus.
Nach Privatunterricht besuchte sie von 1905 bis 1912 die Kunstgewerbeschule in Wien bei Anton von Kenner, Franz Metzner, Josef Breitner, Koloman Moser, Franz Barwig und Michael Powolny. 1920 hat sie sich als Künstlerin selbstständig gemacht. Für die Wiener Werkstätte fertigte sie Keramiken und Christbaumschmuck. Als Grafikerin entwarf sie Bucheinbände.
Sie war Mitglied und Kassiererin der Künstlerinnenvereinigung Wiener Frauenkunst ab 1926.
Als Zeichenlehrerin an der Schule für wirtschaftliche Frauenberufe des Wiener Frauen-Erwerb-Vereins im vierten Wiener Gemeindebezirk am Wiedner Gürtel seit den 1930er Jahren wurde ihr nach März 1938 gekündigt. Sie floh nach England, wo sie ab 29. September 1939 in Bournestream, Dursley, Gloucestershire, England gemeldet war. Bis zu ihrem Lebensende 1965 lebte sie in Gloucestershire City als Haushälterin auf Hardwicke Court bei Olive Katherine Lloyd-Baker, und war, soweit bekannt, nicht mehr künstlerisch tätig.

## Ausstellungsbeteiligungen
- Sonderkurs Keramik/Email (1911)
- Winterausstellung des Museums für Kunst und Industrie (1911/12)
- Kunstschau (1920)
- Ausstellung von Arbeiten des modernen österreichischen Kunsthandwerks (1923)
- Ausstellung Deutscher Frauenkunst (1925)
- Europäisches Kunstgewerbe Leipzig (1927)